# Matango
Matango (マタンゴ?), cunoscut și ca Matango, Fungus of Terror sau Attack of the Mushroom People, este un film SF  japonez din 1963 regizat de Ishirō Honda. Scenariul, scris de Takeshi Kimura, se bazează pe povestirea "The Voice in the Night" de William Hope Hodgson. În rolurile principale joacă actorii Akira Kubo, Kumi Mizuno, Kenji Sahara și Hiroshi Koizumi.

## Distribuție
| Actor             | Rol                           |
| ----------------- | ----------------------------- |
| Akira Kubo        | Kenji Murai                   |
| Kumi Mizuno       | Mami Sekiguchi                |
| Hiroshi Koizumi   | Naoyuki Sakuda                |
| Yoshio Tsuchiya   | Masabumi Kasai                |
| Kenji Sahara      | Senzō Koyama                  |
| Hiroshi Tachikawa | Etsurō Yoshida                |
| Miki Yashiro      | Akiko Sōma                    |
| Hideyo Amamoto    | Skulking Transitional Matango |
| Jiro Kumagai      | Medical Center Doctor         |
| Akio Kusama       | Medical Center Doctor         |
| Yutaka Oka        | Medical Center Doctor         |
| Kazuo Higata      | Medical Center Doctor         |
| Katsumi Tezuka    | Medical Center Doctor         |
| Keisuke Yamada    | Mushroom Monster              |
| Tokio Okawa       | Mushroom Monster              |
| Mitsuko Hayashi   | Dancer                        |
| Kakue Ishibanji   | Dancer                        |
| Haruo Nakajima    | Matango                       |
| Masaki Shinohara  | Matango                       |
| Kōji Uruki        | Matango                       |
| Toku Ihara        | Matango                       |